# Wetmorella tanakai
Wetmorella tanakai là một loài cá biển thuộc chi Wetmorella trong họ Cá bàng chài. Loài này được mô tả lần đầu tiên vào năm 2007.

## Từ nguyên
Loài cá này được đặt theo tên của Hiroyuki Tanaka, người đã cung cấp những mẫu vật phụ (paratype) và ảnh chụp của chúng.

## Phạm vi phân bố và môi trường sống
W. tanakai có phạm vi phân bố ở Tây Thái Bình Dương. Loài này được ghi nhận tại vùng biển phía nam đảo Sulawesi và ngoài khơi đảo Flores, Indonesia; một cá thể cũng được chụp tại Philippines. W. tanakai sống gần những rạn san hô viền bờ ở độ sâu khoảng từ 10 đến 30 m.

## Mô tả
W. tanakai có chiều dài cơ thể tối đa được ghi nhận là 4,2 cm. Cơ thể có màu đỏ cam ở thân trước, chuyển dần sang màu đỏ tía ở thân sau. Phần mõm và vùng dưới đầu thường có màu xanh lục lam. Có 3 đốm đen lớn, mỗi đốm nằm trên một bộ phận cơ thể, gồm phần vây mềm của vây lưng và vây hậu môn (có viền trắng), và trên vây bụng. Mống mắt màu đỏ. Cơ thể có 4 dải sọc trắng, hai dải ở giữa thân, một dải phía sau mắt và dải cuối cùng nằm trên cuống đuôi.
So với Wetmorella albofasciata, W. tanakai có thêm một sọc sau đầu, và hai sọc trên thân của loài này lại song song với nhau, trong khi hai sọc trắng trên thân của W. albofasciata có xu hướng hội tụ khi kéo dài xuống bụng.
Số gai ở vây lưng: 9; Số tia vây ở vây lưng: 10; Số gai ở vây hậu môn: 3; Số tia vây ở vây hậu môn: 10; Số tia vây ở vây ngực: 12; Số gai ở vây bụng: 1; Số tia vây ở vây bụng: 5.

## Sinh thái và hành vi
W. tanakai thường ẩn mình trong các hang hốc trên các rạn san hô. Loài này được đánh bắt bởi giới buôn bán cá cảnh.

### Trích dẫn
- John E. Randall; Rudie H. Kuiter (2007). "Wetmorella tanakai, a new wrasse (Perciformes: Labridae) from Indonesia and the Philippines". aqua, International Journal of Ichthyology. Quyển 13 số 1. tr. 1–6.